# Bernardete Costa
Bernardete Costa (n. Esposende 1949), é uma escritora portuguesa.

## Biografia
Nasceu em 1949, em Esposende, sendo registada em Barcelos, onde residiu durante 34 anos.
Formou-se em 1975, na então Escola do Magistério Primário, Braga. Lecionou em Barcelos e em Vila Nova de Famalicão, aqui fixando residência cerca de 25 anos.
O seu gosto pela escrita levou-a a publicar na imprensa local artigos de opinião, crónicas, contos e poesia. 
No ano 2000, com a chancela da Campo das Letras, publica "A Guardadora de Ausências", poesia, obra esta prefaciada pelo professor dr. Urbano Tavares Rodrigues. Seguem-se, pela mesma editora, poesia em "Lugares do tempo", prémio literário da Câmara de Barcelos, e "Insubmissão dos Afectos". O contacto com os seus alunos, incentiva-a a escrever para a infância: poesia em "Cerejas aos Molhos" com ilustrações de Evelina Oliveira, e contos em "O doce Canto da sereia e outras histórias", também com ilustrações de Evelina Oliveira.Sucedem-se, agora, pela editora Atelier das Letras (AL), "Transpiração", poesia para a juventude, com apresentação à guisa de prefácio do jovem escritor valter hugo mãe, e com desenhos de Joana Pinheiro. Já em 2011, e novamente para a infância, publica, também pela mesma editora, poesia para a infância "A casa sol e o telhado poema", com ilustrações de José Monteiro, 
Em 2013, desta feita com a chancela da jovem editora Blossom Birds, apresenta de novo poesia, esta com alguma pretensão erótica, em "Cânticos de sedução".
Publica, agora, em 2015, de novo através da AL, poesia infantojuvenil em "A Luz dos Animais e das Coisas", este ilustrado por Vítor Silva.
Tem publicação dispersa no blog http://bernardetecosta.blogs.sapo.pt/.
Retornou às origens, e vive hoje na cidade que a viu nascer, Esposende.
Faleceu em Esposende a 27 de Maio de 2019, realizando-se o seu funeral a 29 do mesmo mês, na Igreja Matriz de Esposende, findo o qual o seu corpo foi cremado.